# Терористична атака в Мумбай (2008)
Терористичната атака в Мумбай започва на 26 ноември 2008 г. и продължи два дни и половина. Атентатът е осъществен едновременно срещу различни цели в южния Мумбай, Индия, по време на който десет терористи въоръжени с пушки, ръчни гранати и експлозиви, почти едновременно нападат десет цели, убиват цивилни и взимат заложници. Атаката започва на 26 ноември 2008 г. в 21:15 ч. И продължава до 8:00 часа на 29 ноември (приблизително 58,5 часа).